# Asesinato de Yangjie Li
Yangjie Li (chino simplificado: 李洋洁; chino tradicional: 李洋潔; pinyin: Lǐ Yángjié) (Jiaozuo, Henan; 9 de septiembre de 1990 - Dessau, Sajonia-Anhalt; 11 o 12 de mayo de 2016) fue una estudiante universitaria secuestrada, violada y asesinada por Sebastian Flech, de 20 años, en Dessau-Roßlau. El cadáver de la joven fue encontrado dos días después y, ese mismo día, Flech y su prometida Xenia Lang fueron detenidos cuando se acercaron a la policía con una historia falsa sobre posibles pruebas de ADN en el cuerpo de Li.
En 2017, ambos fueron declarados culpables del asesinato. Flech fue condenado a cadena perpetua por asesinato, mientras que Lang, que había atraído a sabiendas a la víctima a una emboscada, recibió una condena juvenil de 5 años y seis meses por agresión sexual. Los padres de los acusados son policías, y se sospechó que la policía podría haber actuado para suprimir pruebas, como parte de una multitud de presuntas malas conductas de la policía de Dessau-Roßlau desde los años 1990. El suceso generó una considerable atención mediática en China continental.

## Víctima
Yangjie Li nació el 9 de septiembre de 1990 en Jiaozuo, en la provincia china de Henan. Estudió en la Escuela de Ingeniería Civil de la Universidad de Ciencia y Tecnología de Henan y, desde 2014, Li era estudiante en el campus de Dessau-Roßlau de la Universidad de Ciencias Aplicadas de Anhalt. En el momento de su asesinato, cursaba el último semestre de un máster.

## Asesinato

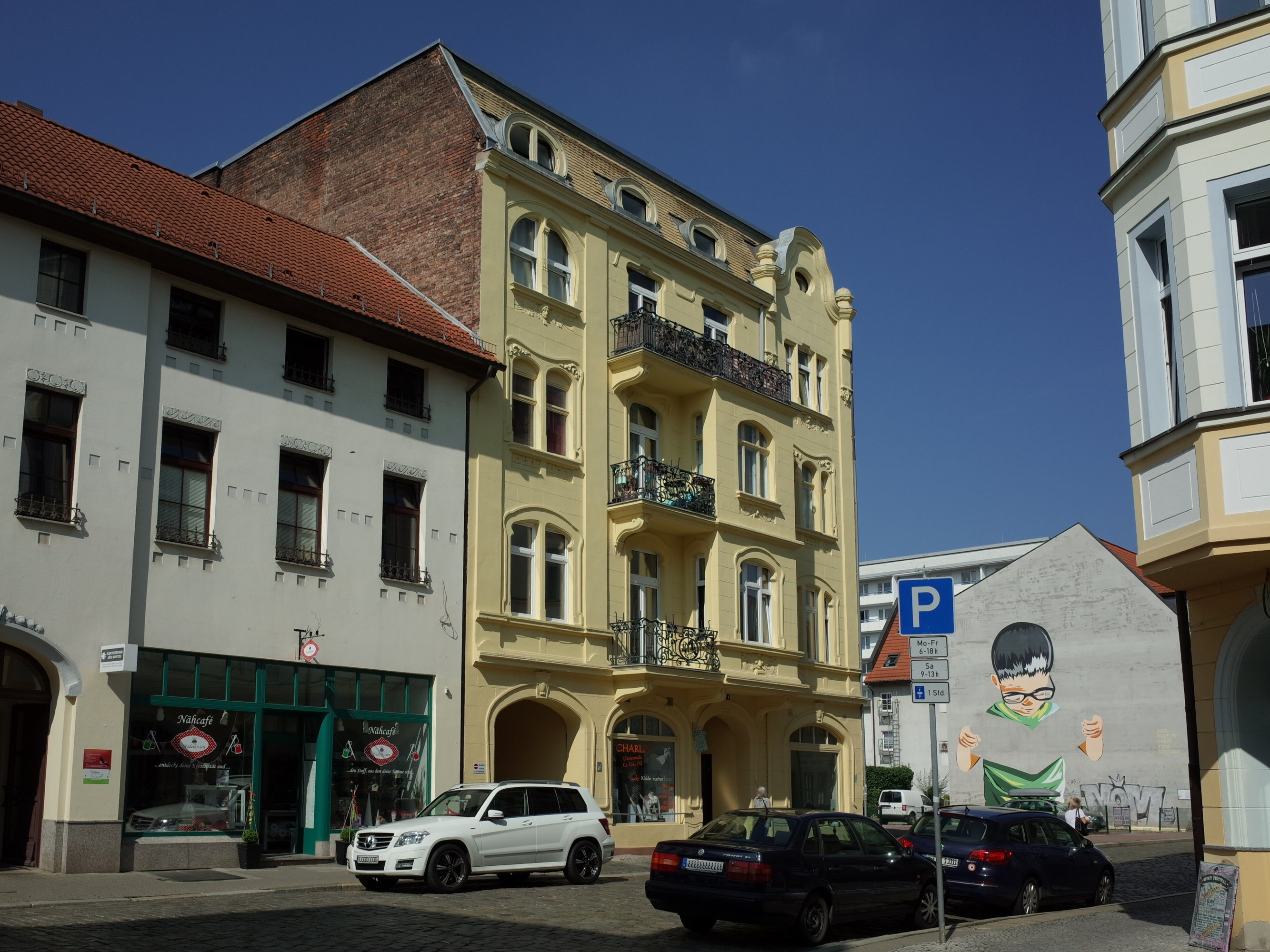
Casa de Li en Johannisstraße, en Dessau-Roßlau.

El 11 de mayo, a las 20:30 horas, Li salió de su domicilio colectivo de la calle Johannisstraße 4, en el centro de Dessau, para hacer footing y no regresó. Llevaba pantalones negros, camiseta blanca grisácea y zapatillas negras, y siguió su ruta habitual de running por la ciudad, a través del parque municipal de Dessau y el distrito de los museos.
A las 21:24, Li pasó por Johannisstraße 7, donde se detuvo tras ser abordada por una mujer, identificada como Xenia Lang, de 20 años. Lang declaró posteriormente que le había preguntado a Li si podía ayudarla a subir algo por la escalera hasta su apartamento. La escena fue captada por las cámaras de vigilancia de una tienda de antigüedades adyacente y mostró a Li, aparentemente indecisa de seguir a la desconocida, echando un vistazo a la calle antes de acompañar a Lang al interior del edificio.
Nada más entrar en el vestíbulo, Li fue emboscada por el prometido de Lang, Sebastian Flech, que la arrastró por la fuerza hasta una habitación vacía del primer piso. A lo largo de tres horas, Li fue golpeada y violada por Flech, y los investigadores encontraron manchas de sangre esparcidas hasta tres metros de distancia por las paredes y el techo del piso. Durante ese tiempo, Lang regresó al apartamento de ella y Flech, en el piso de arriba, para acostar a sus dos hijos y de vez en cuando volvía al piso de abajo para participar en la agresión, que según Lang se produjo bajo la fuerza de Flech. La resistencia de Li provocó que Lang le arrancara parte del pelo. En un momento dado, Lang utilizó Google Translator para interrogar a Li sobre si vivía sola, si alguien iba a denunciar su desaparición y si tenía alguna enfermedad de transmisión sexual.
En un principio, la pareja esperó a que Li muriera dentro de la habitación, pero al cabo de una hora, a las 2:24 del 12 de mayo, Flech y Lang arrojaron a Li por una ventana de la planta baja que daba al patio interior, desde donde la arrastraron más lejos del edificio. Li seguía viva en ese momento y murió poco después por pérdida de sangre. Entre el asesinato y el momento del hallazgo del cadáver, Flech llamó a su madre, una agente de policía de alto rango, al menos cuarenta veces y le contó su crimen.

### Búsqueda
En la mañana del 12 de mayo, la policía recibió una denuncia de desaparición tras su desaparición y movilizó a cientos de agentes en la ciudad para buscar a la estudiante. Mientras tanto, muchos chinos publicaron mensajes en línea en canales de redes sociales, como WeChat, sobre la estudiante desaparecida. Los chinos locales también informaron de la desaparición de la estudiante a la embajada china en Berlín para pedir ayuda.

### Hallazgo del cadáver
El viernes 13 de mayo, la búsqueda policial se centró en el Teatro Anhalt y la zona de Friedensplatz. Alrededor de las 11:10, se encontró un cuerpo femenino desnudo en un arbusto detrás de un baño portátil en Hausmannstraße, cerca de Friedensplatz. El cuerpo presentaba heridas tan graves en la cabeza y la cara que fue imposible identificarlo de inmediato. Rudolf Lückmann, profesor de la Universidad de Ciencias Aplicadas de Anhalt, describió más tarde su estado: «Tiene la boca y la cara brutalmente destrozadas. Su cuerpo desfigurado está cubierto de heridas de una dura lucha por la supervivencia».

## Investigación
El 16 de mayo, el examen médico forense confirmó que el cadáver era el de la estudiante desaparecida Li. Había fracturas en una vértebra cervical, varias costillas y el cráneo, así como graves heridas externas en la boca, los pechos y los labios. El cuello también presentaba numerosos hematomas provocados por repetidos intentos de estrangulamiento. En el cadáver se encontró al menos un rastro de ADN extraño. El 19 de mayo se confirmó la existencia de rastros de ADN extraño. Las muestras se remitieron a la Oficina Federal de Policía Criminal para su comparación, pero no se encontró ninguna coincidencia.

### Detención
El lunes 23 de mayo, una joven pareja local, Sebastian Flech, hijo e hijastro de un alto funcionario de la Policía Federal y del jefe de policía de Dessau, y su prometida, Xenia Lang, se entregaron a la policía. Ambos afirmaron que el ADN hallado en el cuerpo de la víctima podía proceder de ellos, y que se habían reunido con Li la noche anterior a su desaparición y habían mantenido relaciones sexuales consentidas en su edificio de apartamentos, próximo al lugar donde se encontró el cuerpo. Los dos afirmaron no haber salido del apartamento tras el encuentro con Li (lo que fue desmentido por los testimonios de testigos presenciales que afirmaron que Li había sido vista en otro lugar durante el tiempo que duró el supuesto encuentro con los dos). Aunque los dos negaron cualquier implicación en el asesinato, la policía logró una coincidencia de ADN y emitió una orden de detención contra los dos como sospechosos de asesinato conjunto.
En una rueda de prensa celebrada el martes 24 de mayo, tras la detención de los dos sospechosos, el fiscal jefe de Dessau-Roßlau, Folker Bittmann, repitió la versión de los hechos dada por los dos sospechosos de que se había producido un encuentro con Li para mantener relaciones sexuales consentidas, afirmación contradicha por el testimonio de los testigos. La difusión de la versión del sospechoso indignó a los padres de la hija asesinada, así como a los estudiantes chinos de Dessau y de toda Alemania. Se pensó que dañaría la reputación de la víctima, de sus padres y de su familia en China, y también se convirtió en noticia en los principales periódicos y medios sociales de China, donde se pusieron en duda las posibilidades de que se hiciera justicia en el sistema judicial alemán.
Los padres de la víctima presentaron una queja disciplinaria contra Bittmann; sin embargo, el Departamento de Justicia no ha visto hasta ahora ninguna razón para emplear a un fiscal distinto de Bittmann. En el curso de la investigación, desaparecieron pruebas, se borraron rastros y se destruyeron documentos policiales.

### Ramona y Jörg S.
Ramona S., la madre de los acusados, y su pareja, Jörg S., ambos policías, fueron objeto de sospechas generales de encubrimiento de pruebas del asesinato en el apartamento de la pareja. La madre, que trabajaba para el departamento de policía de Sajonia-Anhalt Este, había protegido a su hijo anteriormente durante varias investigaciones criminales de la policía local, que dirigía su marido. Flech tenía al menos cuarenta detenciones previas como adulto por delitos como agresión, difamación, incendio provocado y daños a la propiedad, pero la mayoría fueron sobreseídas una vez que sus padres se involucraron. El padrastro fue jefe de la comisaría de Dessau desde noviembre de 2012 hasta el 6 de junio de 2016, cuando fue apartado de sus funciones oficiales (sin procedimiento disciplinario). En concreto, supuestamente ayudaron a los sospechosos a vaciar el apartamento el 21 de mayo, justo dos días antes de la detención de Flech, lo que obligó a que la investigación fuera transferida a la policía de Halle.

## Reacciones
El miércoles 18 de mayo, 600 estudiantes chinos y muchas otras personas se reunieron en la Seminarplatz para participar en una concentración de duelo. Alrededor de 150 habitantes de Dessau, entre ellos muchos estudiantes, participaron en una carrera nocturna conmemorativa desde el parque de la ciudad en memoria de la joven asesinada.

## Juicio y veredicto
El juicio por asesinato tuvo lugar desde finales de noviembre de 2016 hasta febrero de 2017. Lang declaró ante la fiscalía que solo había colaborado en el asesinato debido a la «intensa presión ejercida por [Flech] para que le proporcionara nuevas satisfacciones sexuales» y que a Flech le excitaba sexualmente infligir dolor a otras personas. En el juicio también testificó una antigua compañera de Flech, que afirmó haber sido violada dos veces por el principal acusado en 2013.

Se sacaron a relucir los antecedentes psiquiátricos de Flech, incluido su diagnóstico de trastorno de conducta y TDAH, abusos sexuales de niño a niño a los siete años y su primera agresión sexual conocida a los trece años, perpetrada contra su hermanastro. A pesar de estos casos conocidos, la madre de Flech abandonó cualquier intento de terapia para su hijo. Un médico consideró que Flech tenía «una personalidad totalmente perturbada con una sexualidad igualmente perturbada». Durante el juicio, Flech y Lang también fueron investigados debido a la sospechosa muerte súbita de su hijo menor en 2015. Un examen médico posterior determinó que el niño había muerto por causas naturales.
El 4 de agosto de 2017, el tribunal regional de Dessau-Roßlau condenó a Flech a cadena perpetua por el asesinato y violación de Yangjie Li. El tribunal subrayó que las circunstancias agravantes del crimen excluirían al culpable de la posibilidad de libertad condicional tras 15 años en prisión. Su cómplice, Xenia Lang, fue condenada a cinco años y medio de prisión por agresión sexual. Además, ambos culpables tienen que pagar una cantidad total de 60 000 euros en concepto de daños y perjuicios. Inmediatamente después del veredicto, el abogado penalista de Flech, así como los padres de la víctima, anunciaron que recurrirían el veredicto. El fiscal recurrió el veredicto. Ambos recursos fueron rechazados por el Tribunal Federal de Justicia en agosto y septiembre de 2018 y las decisiones se convirtieron en firmes.